# Bolívar Airport
Bolívar Airport är en flygplats i Argentina. Den är belägen i provinsen Buenos Aires, i den centrala delen av landet, 300 km sydväst om huvudstaden Buenos Aires. Bolívar Airport ligger 90 meter över havet.
Terrängen runt Bolívar Airport är mycket platt. Närmaste större samhälle är San Carlos de Bolívar, 9,6 km söder om Bolívar Airport.
Trakten runt Bolívar Airport består till största delen av jordbruksmark. Runt Bolívar Airport är det mycket glesbefolkat, med 6 invånare per kvadratkilometer.  Klimatet i området är fuktigt och subtropiskt. Årsmedeltemperaturen i trakten är 15 °C. Den varmaste månaden är januari, då medeltemperaturen är 24 °C, och den kallaste är juni, med 6 °C. Genomsnittlig årsnederbörd är 1 403 millimeter. Den regnigaste månaden är maj, med i genomsnitt 170 mm nederbörd, och den torraste är juni, med 27 mm nederbörd.